# Евдокимов, Виктор Васильевич
Ви́ктор Васи́льевич Евдоки́мов (1911—1945) — участник Великой Отечественной войны, командир эскадрильи 6-го гвардейского авиационного полка дальнего действия, гвардии майор. Герой Советского Союза (1944).

## Биография
Родился 27 августа 1911 года в г. Екатеринодаре (ныне Краснодар) в семье рабочего. Русский.
Окончил рабфак. Работал на заводе «Ростсельмаш» слесарем и сварщиком.
В Красной Армии с 1934 года. В 1937 году окончил Сталинградское военно-авиационное училище. Участник боёв на р. Халхин-Гол в 1939 году. Член ВКП(б).
Участник войны с 1941 года. К маю 1944 года совершил 231 боевой вылет на бомбардировку военно-промышленных объектов в глубоком тылу противника.
Командир эскадрильи 6-го гвардейского авиационного полка Дальнего действия 6-й гвардейской бомбардировочной авиационной дивизии Дальнего действия 1-го гвардейского бомбардировочного авиационного корпуса Дальнего действия гвардии майор Евдокимов Виктор Васильевич Указом Президиума Верховного Совета СССР 19 августа 1944 года удостоен звания Герой Советского Союза. Ему была вручена медаль «Золотая Звезда» за № 4361.Подполковник-(1945г.)
Умер 20 сентября 1945 года в госпитале в городе Белосток (Польша)-от тяжелых травм. Похоронен в г. Волковыск Гродненской области Белорусской ССР.

## Награды
- Указом Президиума Верховного Совета СССР от 19 августа 1944 года присвоено звание Героя Советского Союза с вручением ордена Ленина и медали «Золотая Звезда»[3].
- Два ордена Ленина,
- Два ордена Красного Знамени,
- орден Красной Звезды,
- медаль «За боевые заслуги»,
- медаль «За оборону Ленинграда»,
- медаль «За оборону Москвы»,
- медаль «За оборону Сталинграда».

## Память

Информационная табличка в Ростове-на-Дону

- В городе Ростове-на-Дону на заводе «Ростсельмаш» установлен бюст Евдокимова и названа улица в посёлке Северный Ворошиловского района города.
- Его именем названа улица в Волковыске.